# Kuressaare

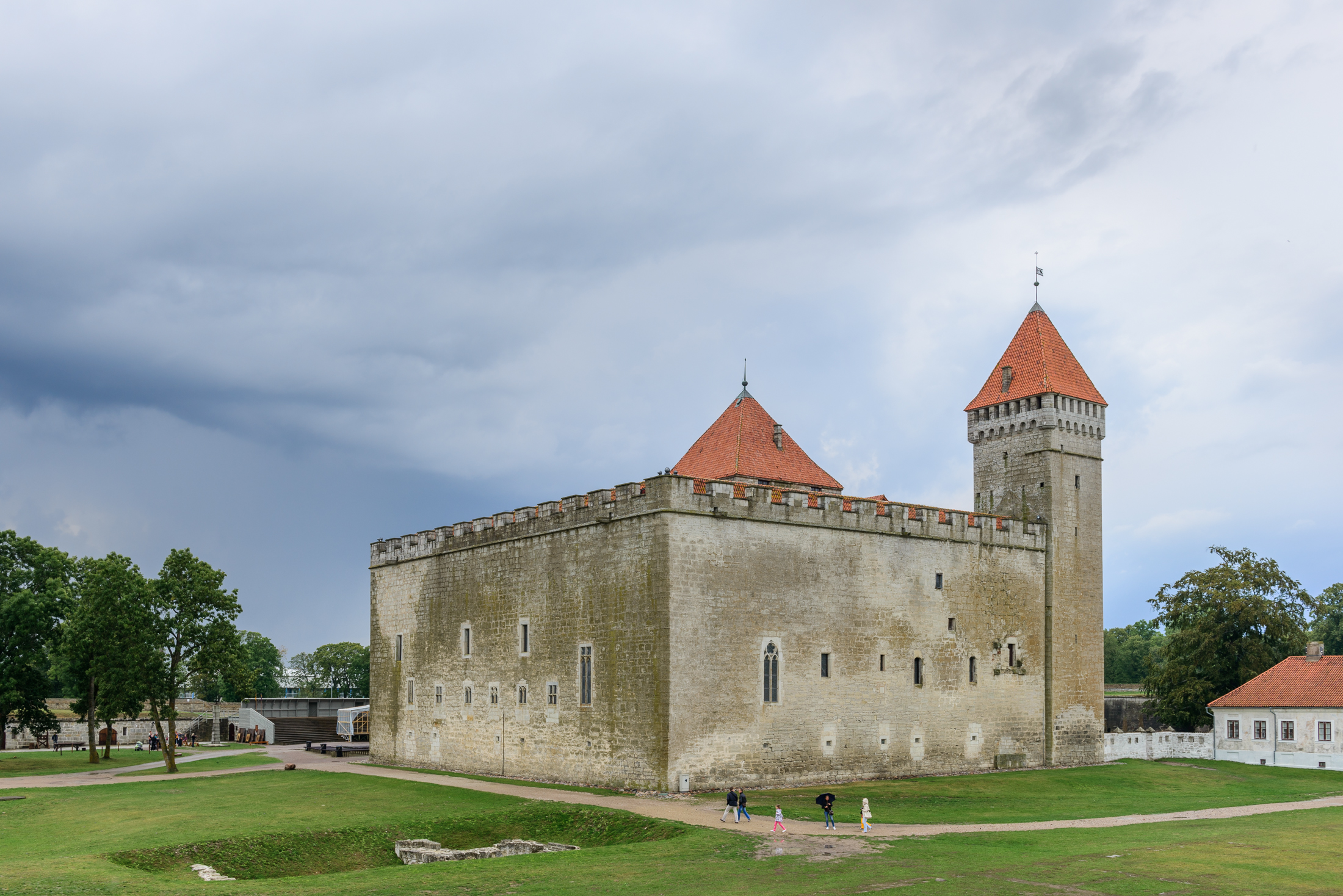
Die ehemalige Bischofsburg, früher deutsch: Arensburg

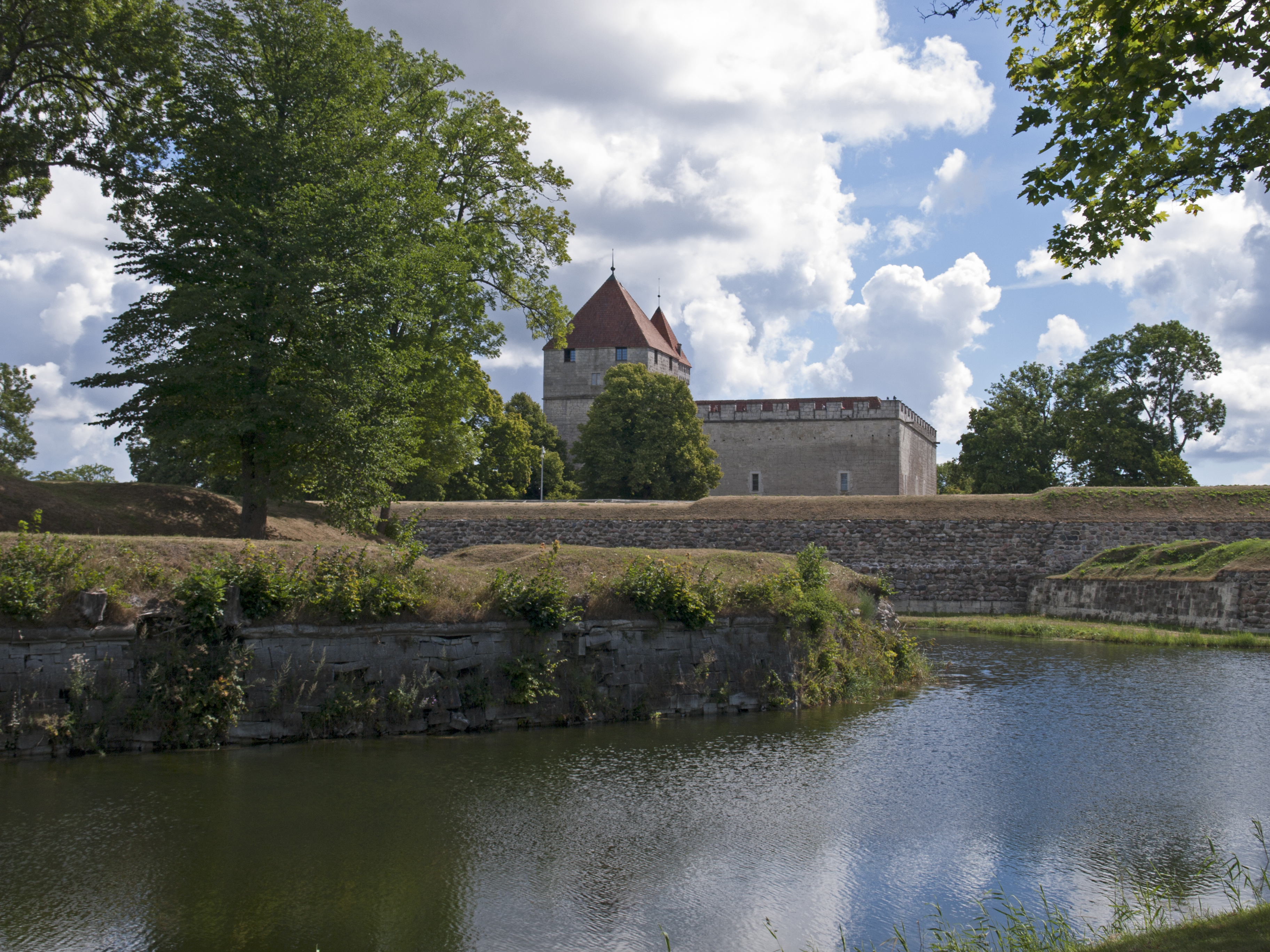
Die Bischofsburg von Westen

Denkmal für den Schriftsteller Albert Uustulnd vor der Burg

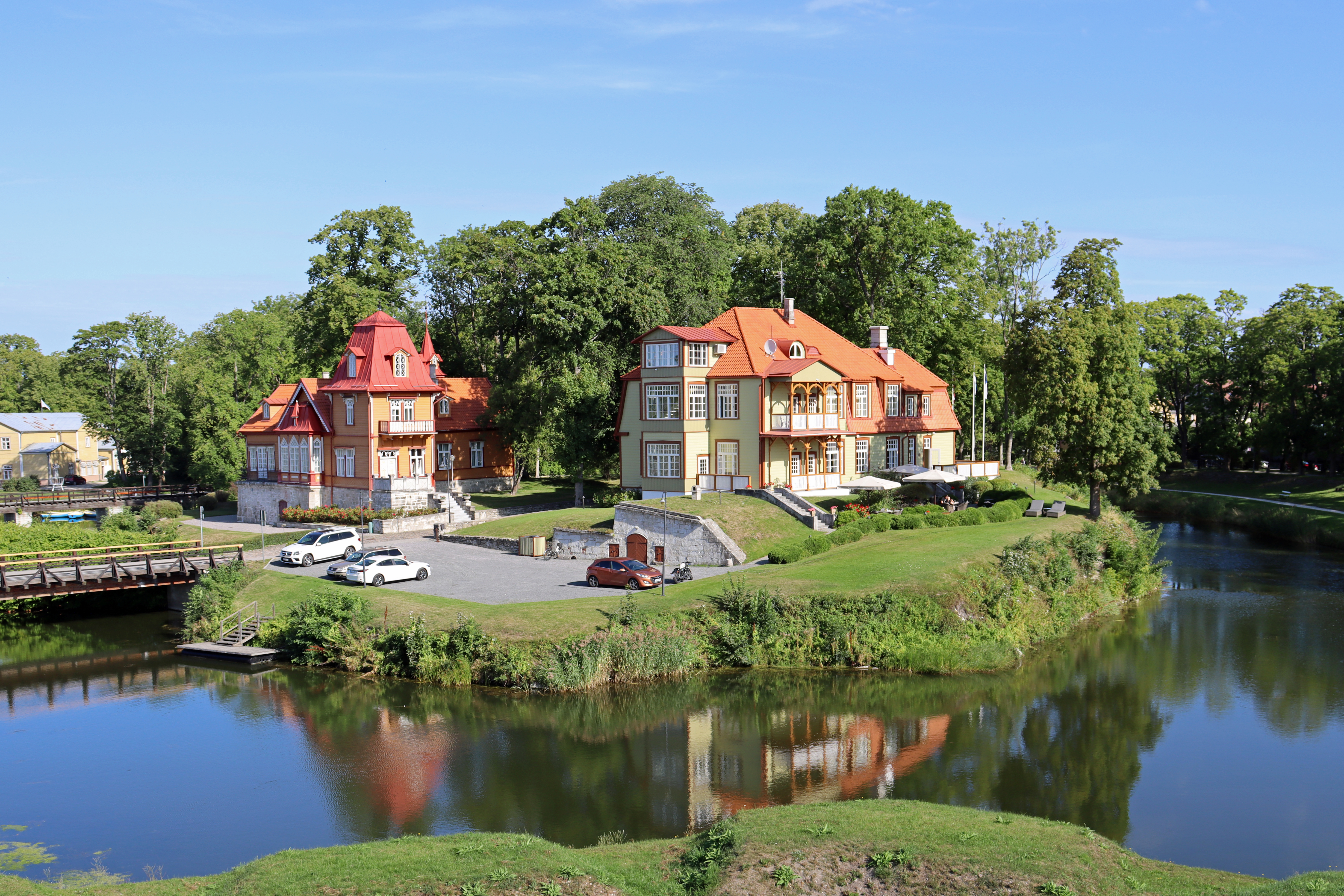
Hotel Ekesparre am Burggraben

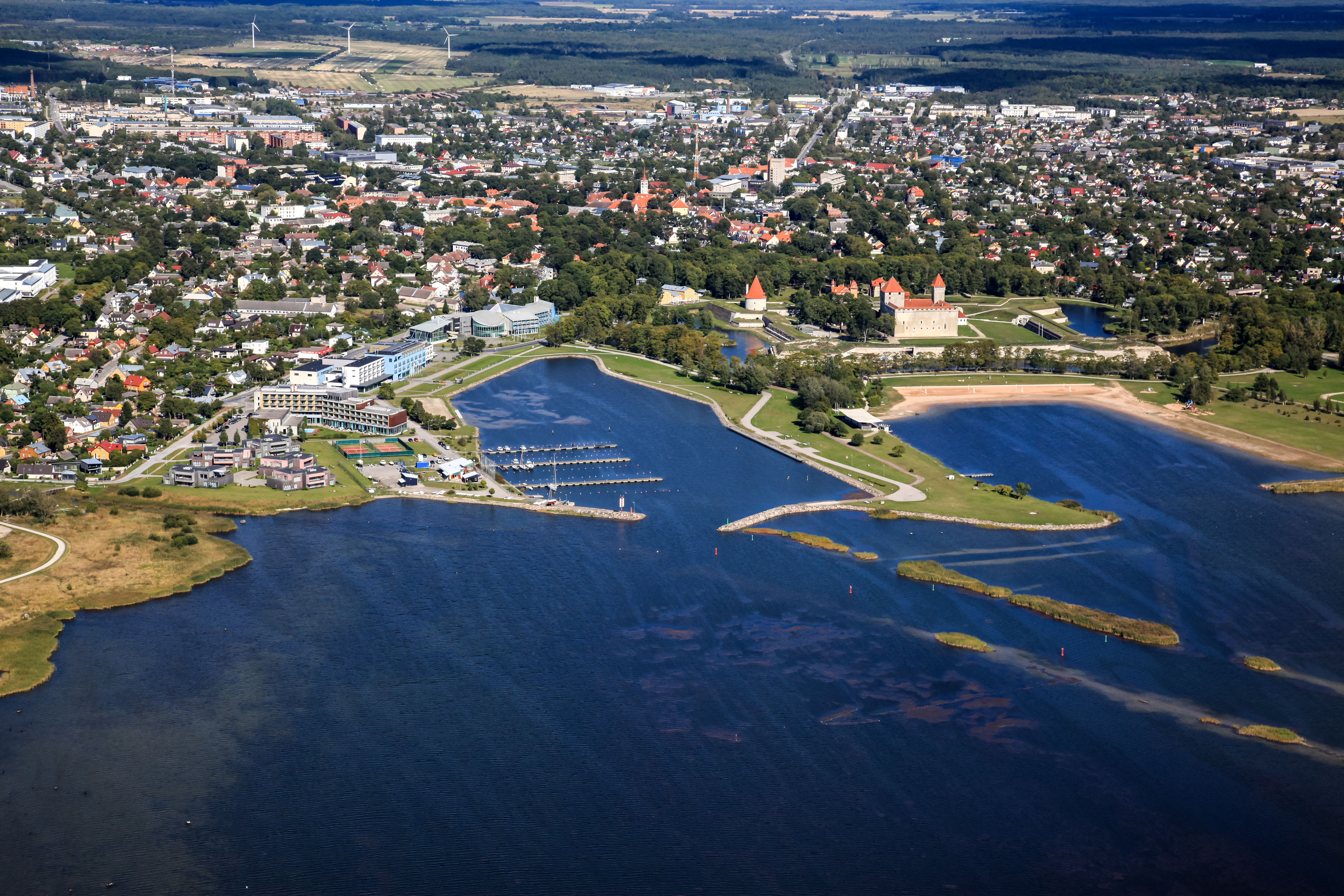
Kuressaare aus der Vogelperspektive

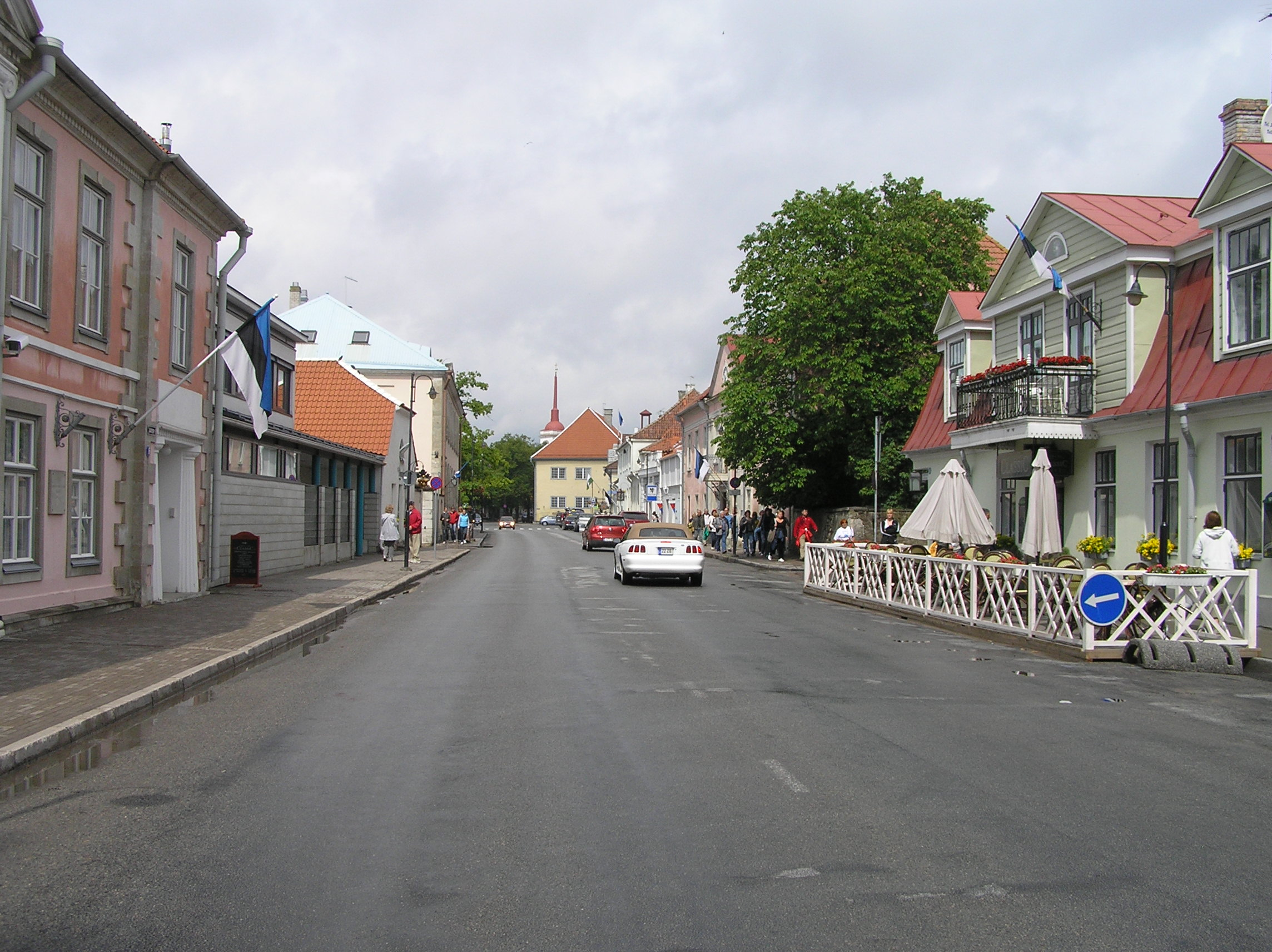
Hauptstraße

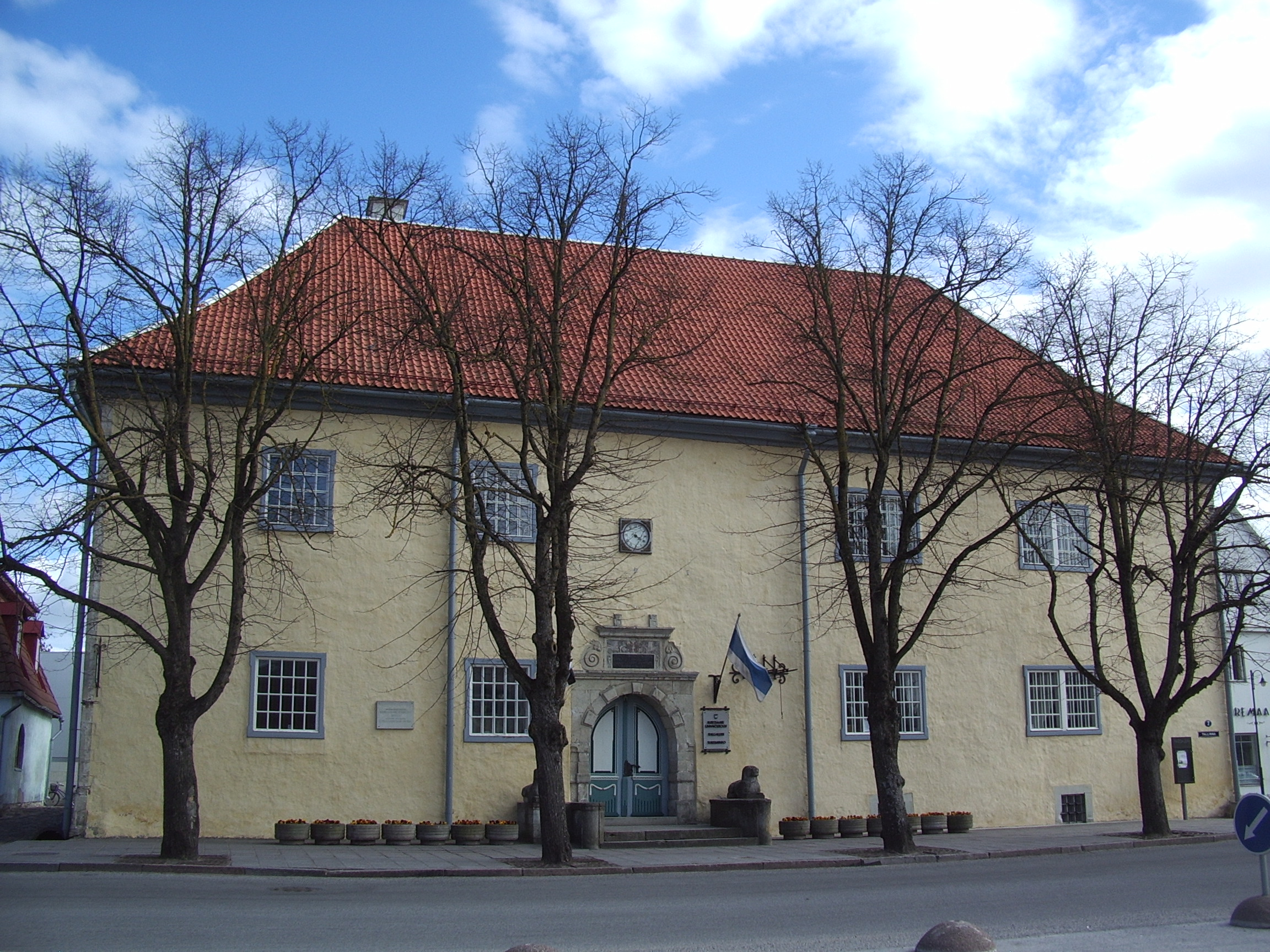
Rathaus

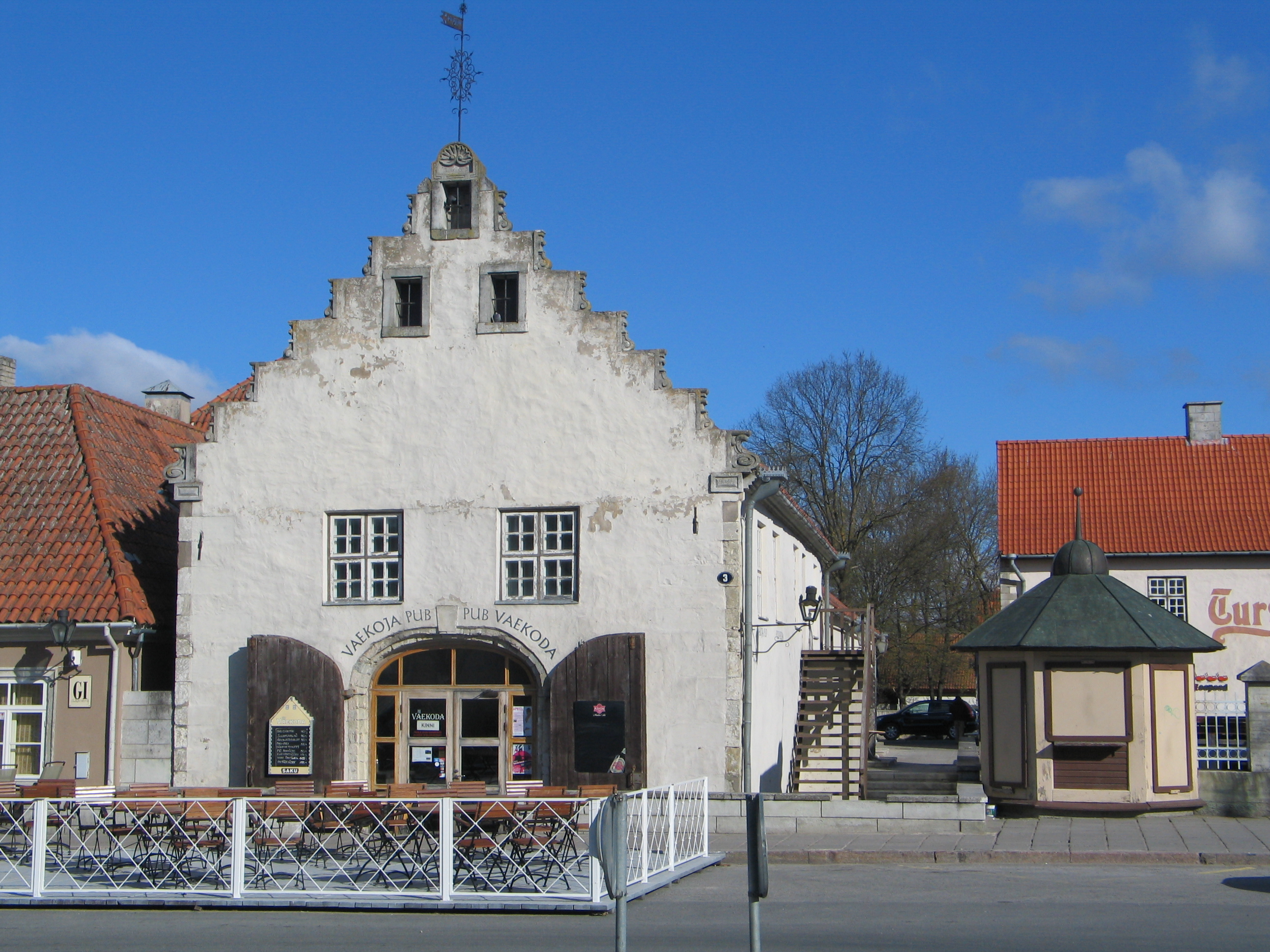
Ehemaliges Waagehaus (heute Café)

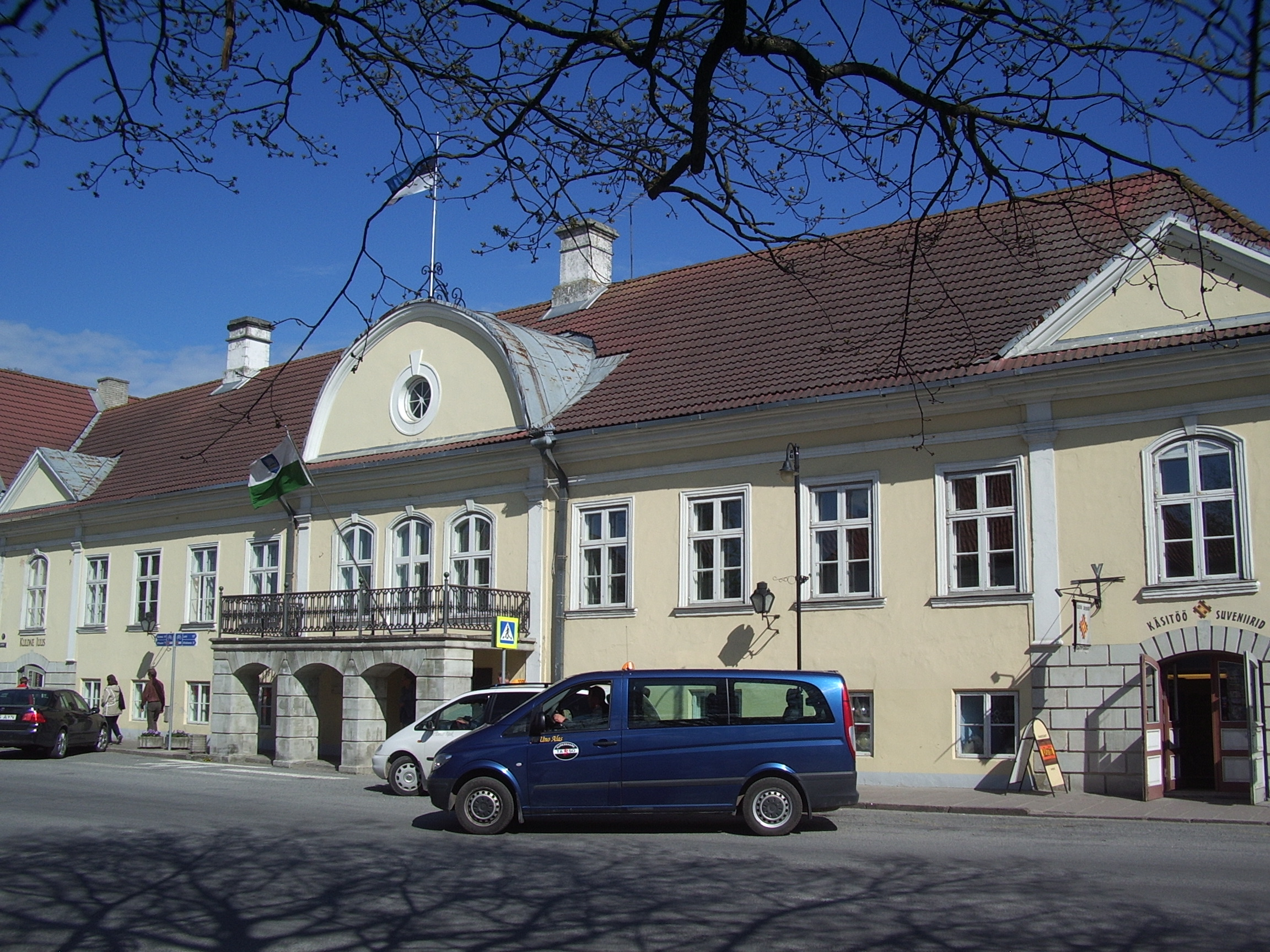
Ritterschaftshaus

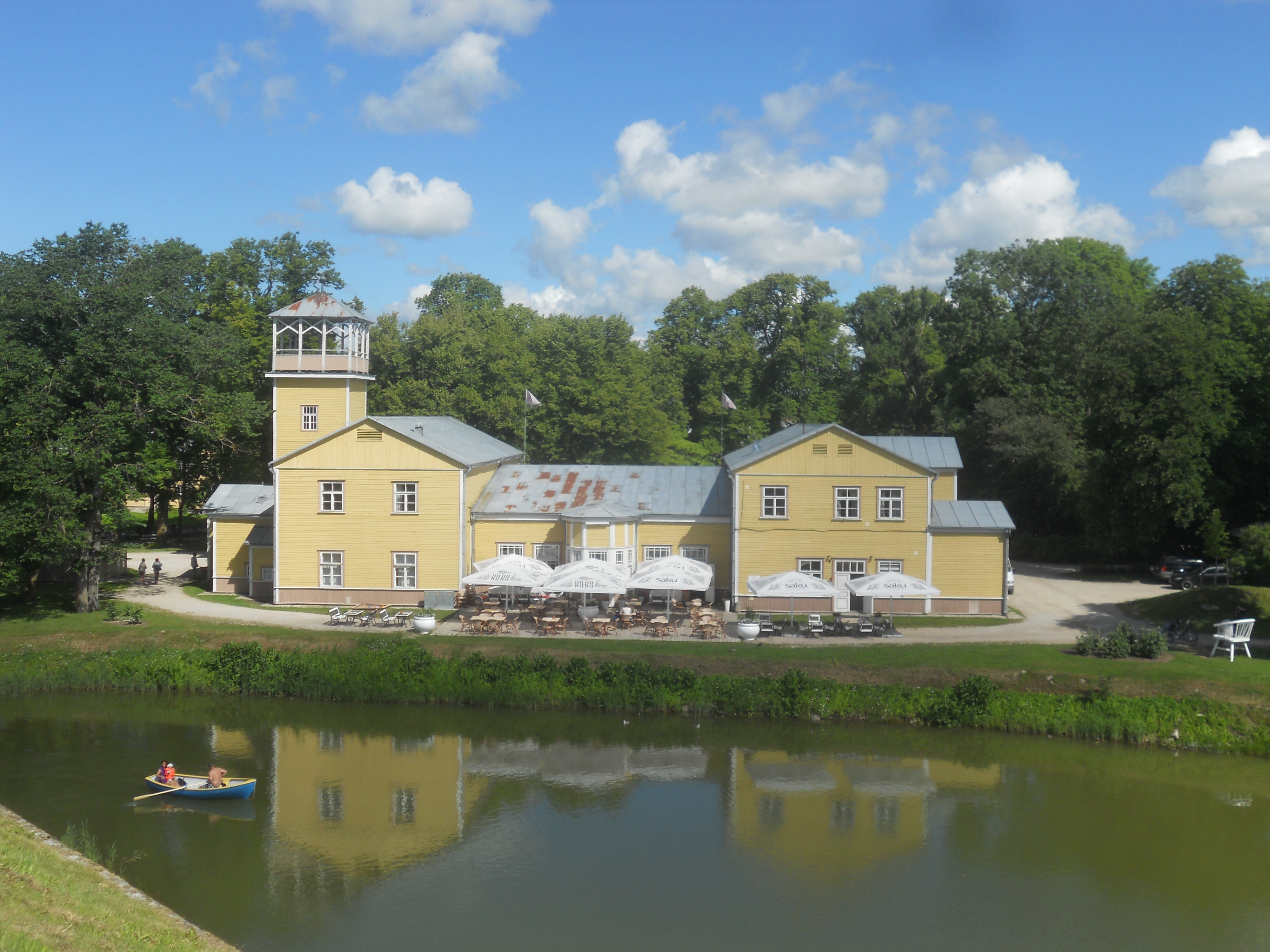
Kurhaus

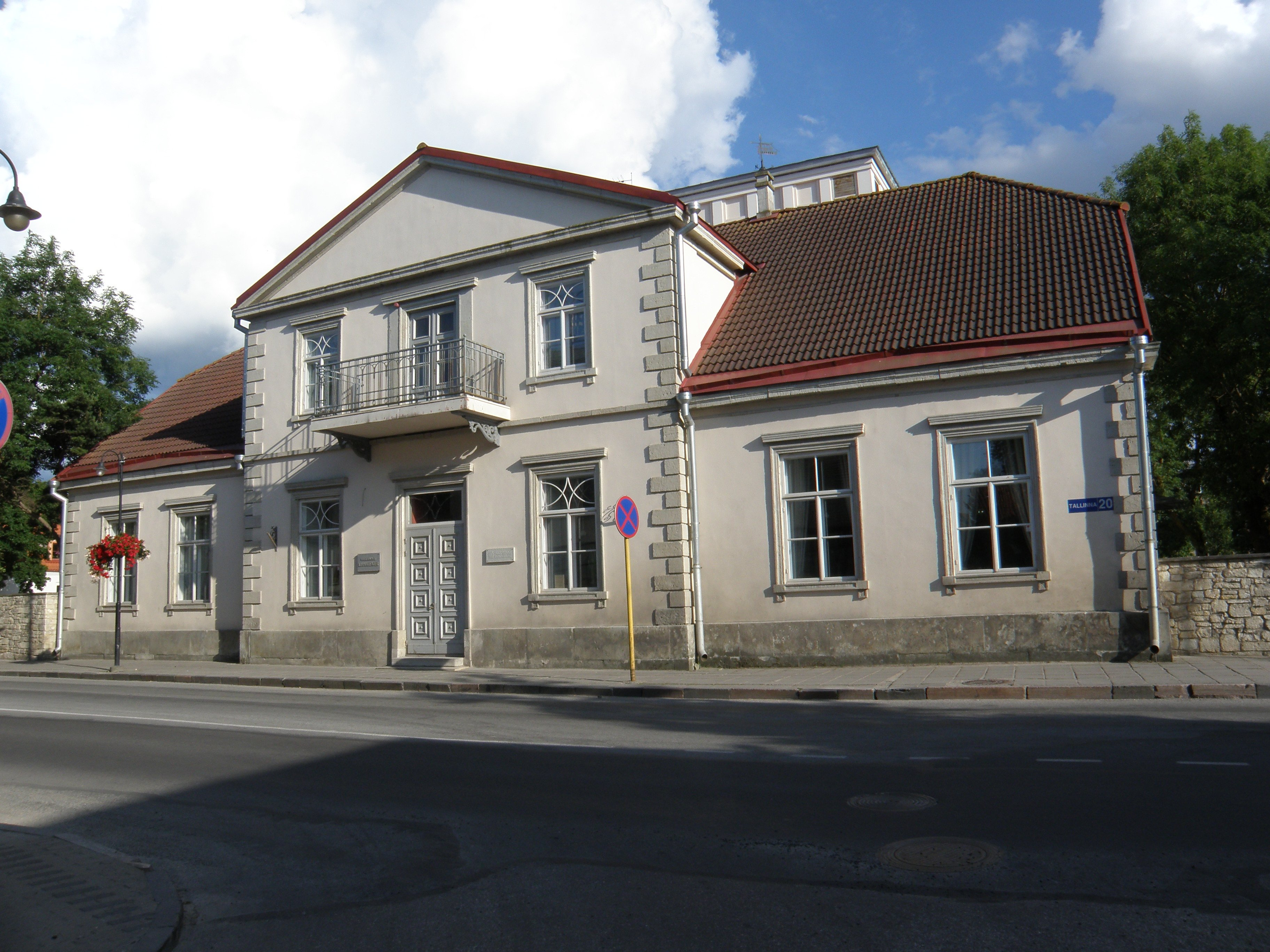
Stadttheater

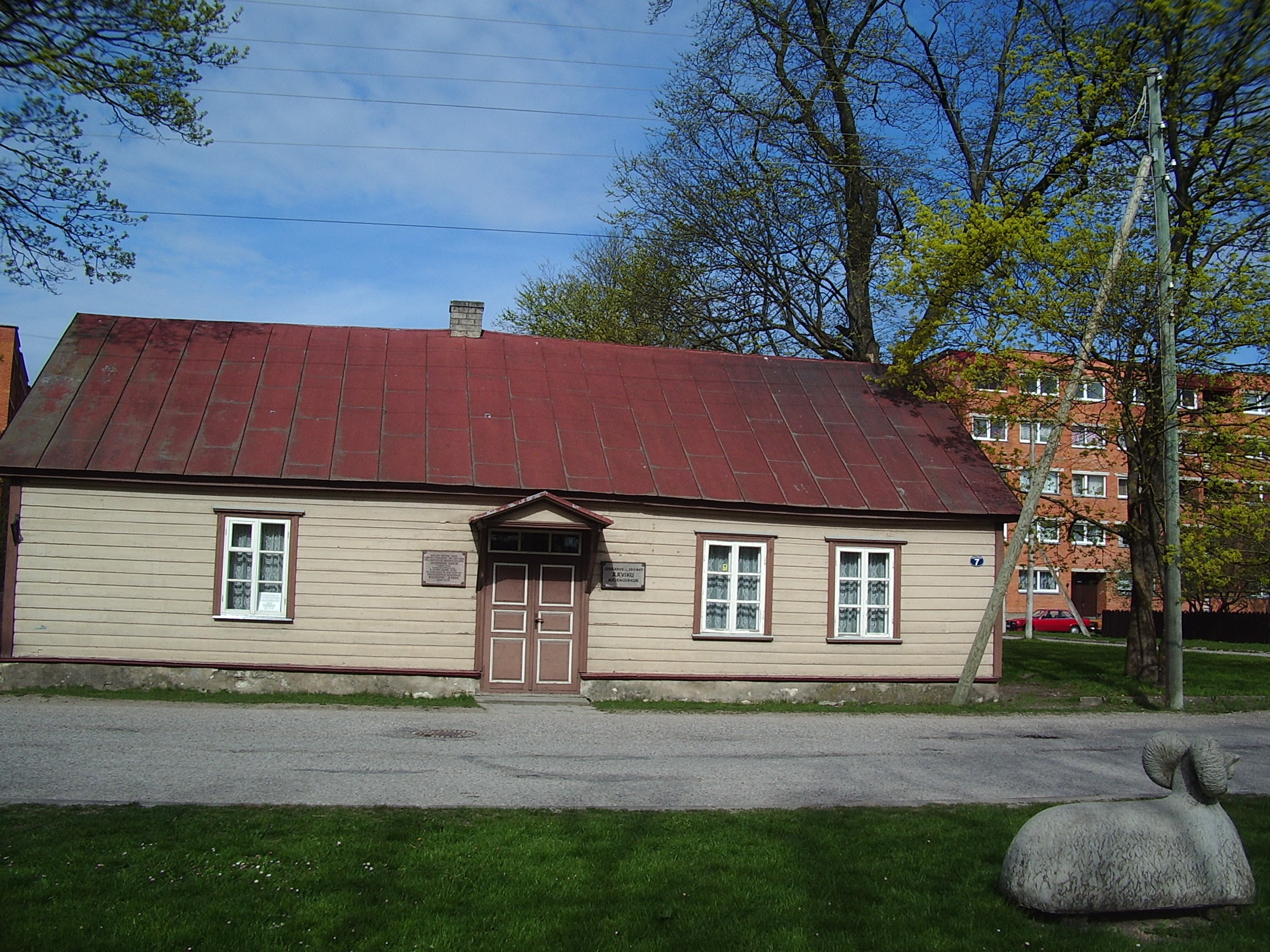
Aavik-Museum

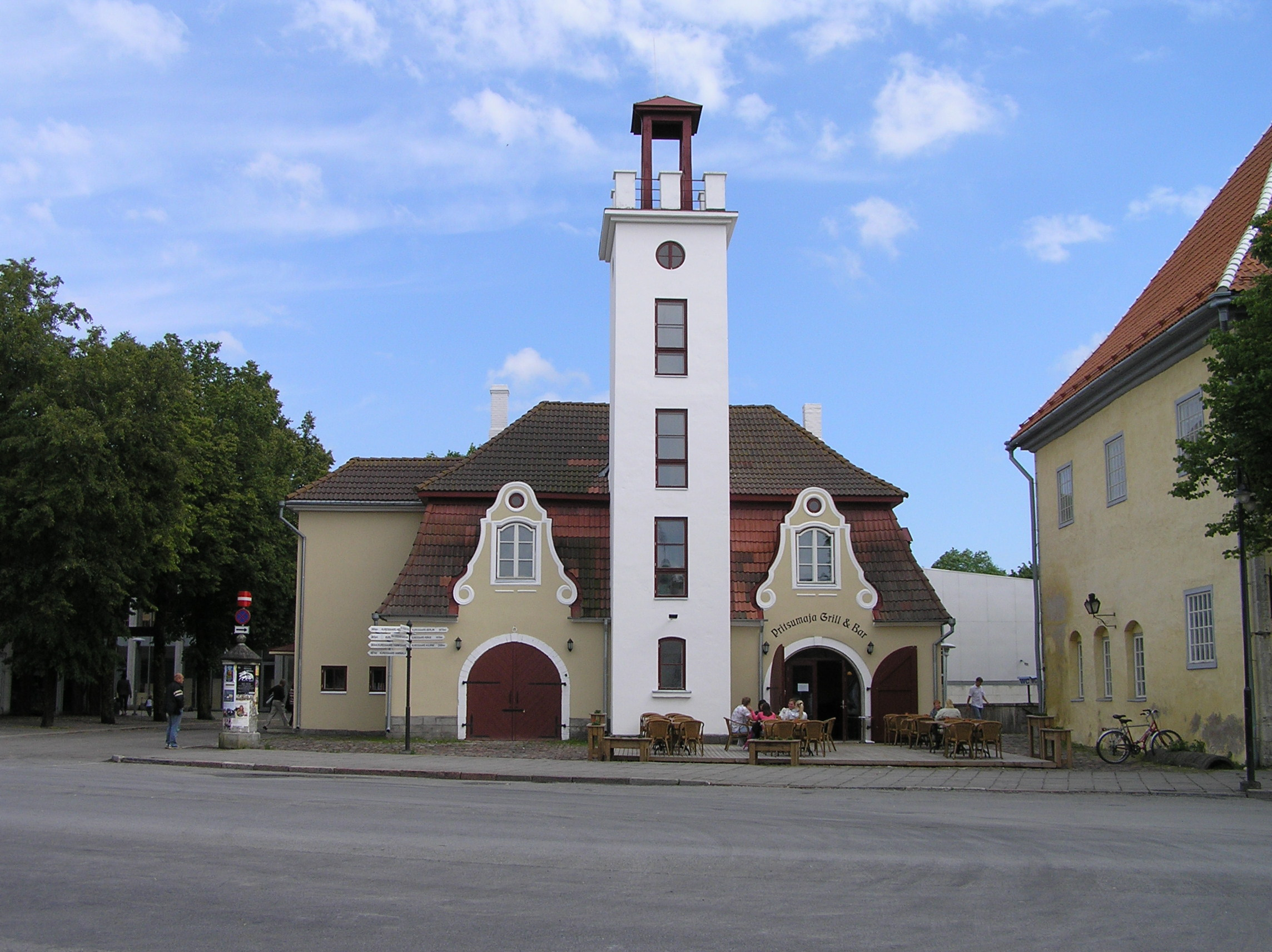
Ehemaliges Spritzenhaus

Kuressaare (deutsch früher Arensburg) ist die einzige Stadt auf der größten estnischen Insel Saaremaa (Ösel). Sie liegt direkt an der Ostsee an der Südküste der Insel, zwischen den Buchten Sepamaa laht im Osten sowie Kuressaare laht und Linnulaht im Westen.
Kuressaare ist gleichzeitig Hauptort und Verwaltungssitz des Kreises Saare (Saare maakond) sowie der 2017 gegründeten Landgemeinde Saaremaa.

## Name
Der historische deutsche Name der Stadt, Arensburg (niederdeutsch für „Adlerburg“), leitet sich vermutlich von dem Adler auf dem Stadtwappen ab. Er symbolisiert den Evangelisten Johannes.
Wahrzeichen Kuressaares ist die direkt am Wasser gelegene mittelalterliche Bischofsburg Arensburg. Sie wurde erstmals 1398 unter dem Namen Schloss Arnsborch urkundlich erwähnt.
Der estnische Name der Stadt bedeutet übersetzt Kranichinsel. Er ist möglicherweise von dem missverstandenen Wappenbild abgeleitet. Während der sowjetischen Besetzung Estlands trug Kuressaare von 1952 bis 1988 den Namen Kingissepa. Sie war nach dem auf Saaremaa geborenen estnischen Politiker Viktor Kingissepp benannt, der 1922 hingerichtet worden war.

## Geschichte

### Mittelalter
Die Insel Saaremaa wurde 1227 durch den Schwertbrüderorden unter Volkwin von Naumburg zu Winterstätten erobert. Sie fiel kurze Zeit später unter die Herrschaft des Deutschen Ordens, nachdem sich dieser mit dem Schwertbrüderorden vereinigt hatte.
Die heutige Stadt bildete sich um eine Bischofsburg (arx aquila). Sie war die Residenz der Bischöfe des Bistums Ösel-Wiek. Die Siedlung selbst ist seit 1424 urkundlich belegt.

### Dänische Herrschaft
1559, während des Livländischen Krieges, verkaufte der letzte Fürstbischof von Ösel und erste Protestant in diesem Amt, Magnus von Dänemark, Arensburg an Dänemark. 1563 erhielt der Ort das Stadtrecht nach dem Vorbild von Riga.

### Schwedische Herrschaft
1645 fiel Arensburg im Frieden von Brömsebro an das Königreich Schweden. Vom Ende des 16. bis zum Ende des 17. Jahrhunderts war Kuressaare eine wichtige Handelsstadt in der Region. In dieser Zeit entstanden zahlreiche Bauten in der barocken Altstadt. Anschließend erfolgte für fast 150 Jahre ein wirtschaftlicher Niedergang.
Die Große Pest löschte fast die gesamte Bevölkerung der Stadt aus.

### Russische Herrschaft
1710 wurde Arensburg im Großen Nordischen Krieg von russischen Truppen niedergebrannt. Mit dem Frieden von Nystad fiel es 1721 an das Russische Reich und wurde 1783 Hauptort des Kreises (Ujesd) Ösel im Gouvernement Livland. Im selben Jahr ernannte man Balthasar Freiherr von Campenhausen zum Vizegouverneur Livlands und Direktor des livländischen Kameralhofes, eine Position, die er bis 1797 innehatte. In Arensburg ließ Campenhausen ganze Straßenzüge abreißen und modernisieren, sorgte für Straßenschilder und -reinigung, ordnete die Beseitigung von Müllhalden an, schaffte die bis dahin üblichen, feuergefährlichen Strohdächer ab und regte die Gründung der Arensburgschen Wochen- oder Intelligenzblätter an. „Rastlos thätig befand er sich stets auf den Rädern oder im Sattel“, so Zeitzeugen, und nicht selten habe der Freiherr unangemeldet seine Revisoren besucht. Campenhausens Eifer verdankte das damals rückständige und unterentwickelte Ösel eine vergleichsweise zeitgemäße Infrastruktur. Der Freiherr gab auch dem gesellschaftlichen Leben in der abgelegenen Provinz ungewohnte Impulse: „Er bildete einen kleinen Hof, an dem es auch an Intriguen nicht fehlte. Mit der gleißenden französischen Sprache, die er sehr liebte und beförderte, schlich sich auch gleißende französische Sitte und Moral in dieses Land, in welchem bis dahin strenge Ehrbarkeit geherrscht hatte.“ Damen mussten in einer vom Freiherrn entworfenen „blau-weißen Uniform“ erscheinen. Ab dem 2. Oktober 1785 hielt Campenhausen in seinem Anwesen, das mit holländischen Kacheln und Standbildern geschmückt war, jeden Donnerstag einen „Männerklub“ ab, 1786 folgte jeden Mittwoch ein „Tanzklub“. Im Arensburger Rathaussaal richtete er 1787 ein „Schultheater“ ein, dessen Vorstellungen, darunter Stücke von Gotthold Ephraim Lessing, ganzjährig um 17 Uhr begannen. Jeweils zu Monatsbeginn setzte eine „musikalische Liebhabergesellschaft“ Konzerte an. Nachdem 1785 ein Lesezirkel gegründet worden war, folgte 1791 die erste Leihbibliothek.

### Kurort
Mit der Errichtung von medizinischen See- und Schlammbädern entwickelte sich die Stadt ab den 1840er Jahren zu einem beliebten Erholungs- und Kurort in Livland sowie darüber hinaus. Besonders durch den russischen Chirurgen Nikolai Pirogow, der zahlreiche Verwundete des Krimkriegs (1853–1856) zur medizinischen Rehabilitation nach Kuressaare schickte, verbreitete sich der Ruf der Stadt als Heilort im ganzen Zarenreich:
Die Schlammbäder waren in Mode gekommen, das Schwimmen zu Gesundheitszwecken, das Promenieren und Musikhören – der westliche Teil der Stadt widmete sich gänzlich den Bedürfnissen seiner Gäste, die im Sommer aus allen Teilen des Zarenreiches hierher strömten. Die neu angelegete Promenade, der Stadtpark und die vielen Bäder sorgten für Entspannung. In den Lesehäuschen, Cafés, Pensionen sowie im Kurhaus breitete sich ein von der russischen Holzarchitektur beeinflußter Historismus aus. Diese zierlich anmutenden Holzbauten bildeten einen reizvollen Kontrast zu den massiv und wuchtig wirkenden Altstadthäusern; mit ihrer Detailfreudigkeit und Intimität vermitteln die erhaltenen auch heute noch einen Eindruck verschnörkelter Leichtigkeit.

### Republik Estland
Mit der Unabhängigkeit der Republik Estland 1918 gingen die touristischen Kontakte zwischen Kuressaare und der nunmehr im Ausland liegenden lettischen Hauptstadt Riga leicht zurück. Dennoch behielt Kuressaare seinen Status als Kur- und Erholungsort weiter bei. Während der sowjetischen Besetzung Estlands war die gesamte Insel Saaremaa und damit auch Kuressaare militärisches Sperrgebiet und durfte – wenn überhaupt – nur mit Sondergenehmigung betreten werden.
Ende des 20. Jahrhunderts, nach Wiedererlangung der estnischen Unabhängigkeit, stieg Kuressaare zu neuer Blüte als Kurort auf. Es entstanden zahlreiche moderne Spahotels, Schönheitssalons und Wellnessangebote, die vor allem im Sommer zahlreiche Feriengäste anlocken, darunter viele Besucher aus Finnland.
Die Stadt bildet daneben das politische, kulturelle und wirtschaftliche Zentrum des Landkreises Saare. Sie beherbergt ein Kulturzentrum, ein Gymnasium, die Zentralbibliothek der Insel, das 1940 von Edgar Kuusik errichtete Kreiskrankenhaus sowie seit 1999 ein professionelles Stadttheater. 1999 wurden der Badestrand und der Jachthafen wiedereröffnet. Das Kuressaare linnastaadion ist das Heimatstadion des Fußballvereins FC Kuressaare.

## Kultur und Sehenswürdigkeiten

### Bischofsburg
Die Bischofsburg von Kuressaare ist eine der am besten erhaltenen mittelalterlichen Burgen im Baltikum. Das imposante Bauwerk aus Dolomitblöcken hat ihr ursprüngliches Aussehen bis heute bewahrt. Charakteristisch ist ihr fünfstöckiger, 29 Meter hoher Turm, der „Lange Herrmann“. Um die Bischofsburg liegt ein weit ausladender und mit Wasser gefüllter Burggraben.
Heute beherbergt die Burg ein Museum zur Inselgeschichte von Saaremaa.

### Rathaus
Während der schwedischen Herrschaft wurde von 1654 bis 1670 das Rathaus der Stadt im Barockstil erbaute. Initiator des einfachen Bauwerks mit seiner strengen Architektur war der schwedische Staatsmann Magnus Gabriel De la Gardie. Das Portal trägt neben dem Wappen der Stadt die lateinische Inschrift „Semper officio fungitur utilitati hominum cosulens et societati“ sowie die Jahreszahl 1670. Das Haus wurde 1710 während des Nordischen Krieges stark in Mitleidenschaft gezogen, dann aber in den Jahren von 1786 bis 1787 wieder aufgebaut.
1847 wurde das Rathaus um einen neogotischen Turm ergänzt. Er wurde 1931 aufgrund von Holzschäden wieder abgerissen.
Im Erdgeschoss des Rathauses ist heute die Touristeninformation der Stadt untergebracht; im Obergeschoss tagt der Rat der Stadt. Das Rathaus beherbergt auch das größte Deckengemälde Estlands.
Am nahegelegenen Hauptplatz der Stadt erinnert ein Denkmal an die Gefallenen des Estnischen Freiheitskrieges gegen Sowjetrussland (1918–1920). Es wurde 1928 durch den estnischen Künstler Amandus Adamson geschaffen. Während der sowjetischen Besetzung Estlands wurde das Monument zerstört, nach Wiedererlangung der Unabhängigkeit aber wieder aufgebaut.

### Waagehaus
Dem Rathaus gegenüber liegt das sogenannte Waagehaus (vaekoda) von 1663. In ihm wurden die amtlichen Maße und Gewichte aufbewahrt. Das Gebäude ist das einzige erhaltene Bauwerk seiner Art im heutigen Estland.

### Ritterschaftshaus
In der zweiten Hälfte des 18. Jahrhunderts wurde das spätere Ritterschaftshaus fertiggestellt. Anfang des 19. Jahrhunderts erwarb es die Oeselsche Ritterschaft von der deutschbaltischen Familie von Dellingshausen. Auffallend an der Fassade ist der aus Dolomit geschaffene Portikus mit seinem Balkon. Das Haus wurde 1976 nach einer Gravur des Künstlers Friedrich Sigismund Stern 1859 denkmalgerecht restauriert.
Heute ist in dem Gebäude die Verwaltung des Kreises Saare untergebracht.

### Laurentiuskirche

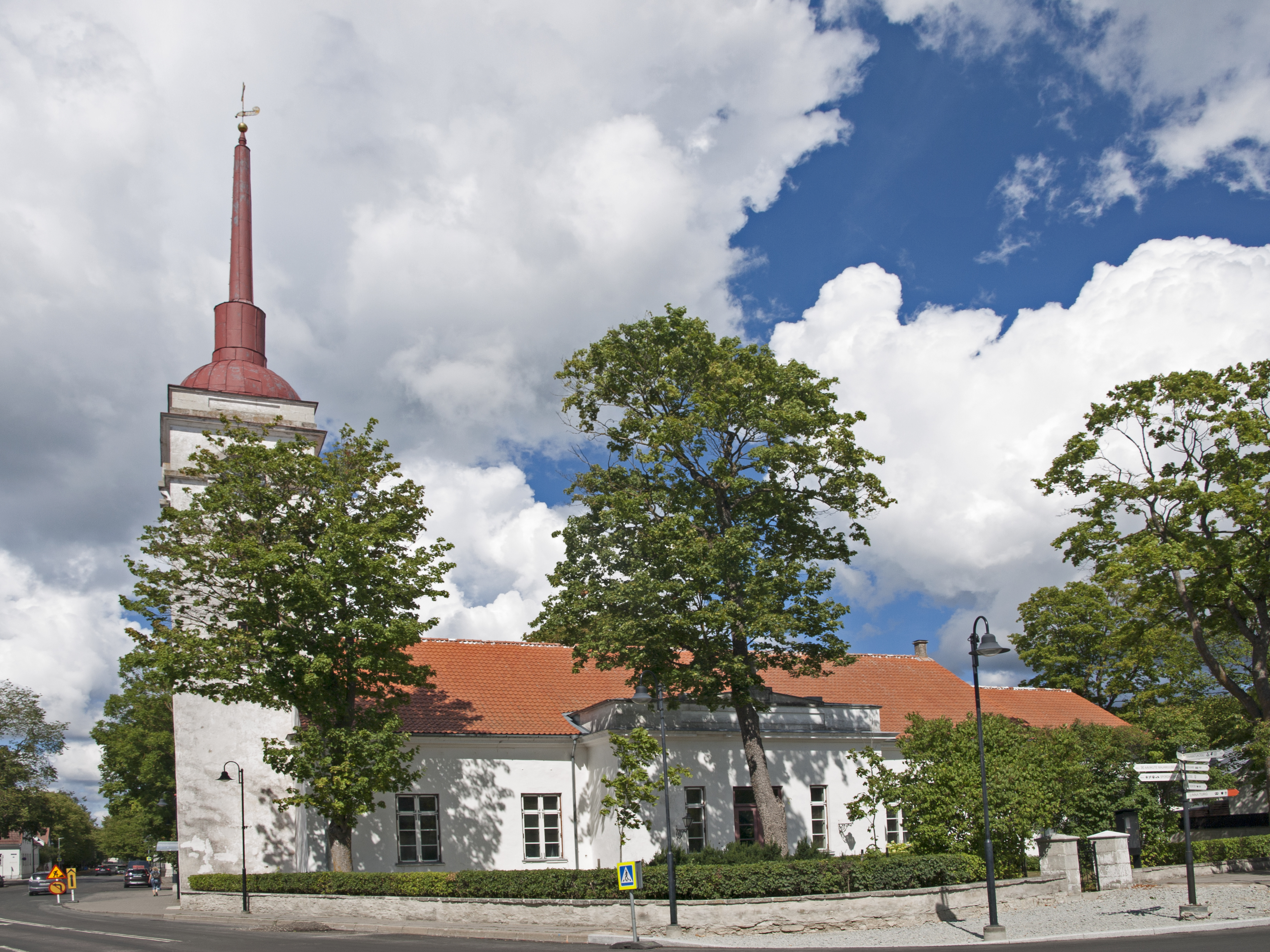
Laurentiuskirche

Die evangelisch-lutherische Laurentiuskirche wurde 1733 erbaut. Sie erstand an der Stelle eines in den 1630er Jahren errichteten Gotteshauses, das Anfang des 18. Jahrhunderts den Verheerungen des Nordischen Krieges zum Opfer gefallen war. Einige der ursprünglichen Mauern sind in den heutigen Kirchenwänden noch erhalten.
1828 brannte die Kirche ab, wurde aber unter der Leitung des Architekten Heinrich Löwener wiedererrichtet. Das einfach gehaltene Langhaus wird an der Westseite von einem viereckigen Turm überragt, den ein klassizistischer Turmhelm schmückt. Auf der Wetterfahne bezeichnen die drei Jahreszahlen den Bau des barocken Turmhelms (1774), die Wiederherstellung der Kirche (1836) und die Renovierung des Turmdachs (1933).
Die einschiffige Kirche hat ihre ursprüngliche, unprätentiöse Einrichtung weitgehend bewahrt, darunter einen vermutlich aus dem 14. Jahrhundert stammenden Naturtaufstein aus dem südwestlich gelegenen Dorf Anseküla.
Das Altargemälde „Golgatha“ von 1836 ist ein Werk des in Dresden geborenen Malers Carl Sigismund Walther (1783–1866). Aus demselben Jahr datiert die Kanzel mit ihrem Rundpfeiler aus Dolomitstein. Die Orgel ist eine Arbeit aus der Werkstatt Wilhelm Sauers aus Frankfurt (Oder). Die heutigen Kirchenfenster wurden 2001 von dem estnischen Künstler Urmo Raus (* 1969) geschaffen.
Unweit der Kirche liegt das Pfarrhaus. Das langgestreckte Gebäude wurde vor 1710 im Stil des Barock errichtet. Darin lebte von 1738 bis zu seiner Verhaftung durch die zaristischen Behörden 1747 der deutschbaltische Theologe und Sprachforscher Eberhard Gutsleff der Jüngere.

### Nikolaikirche

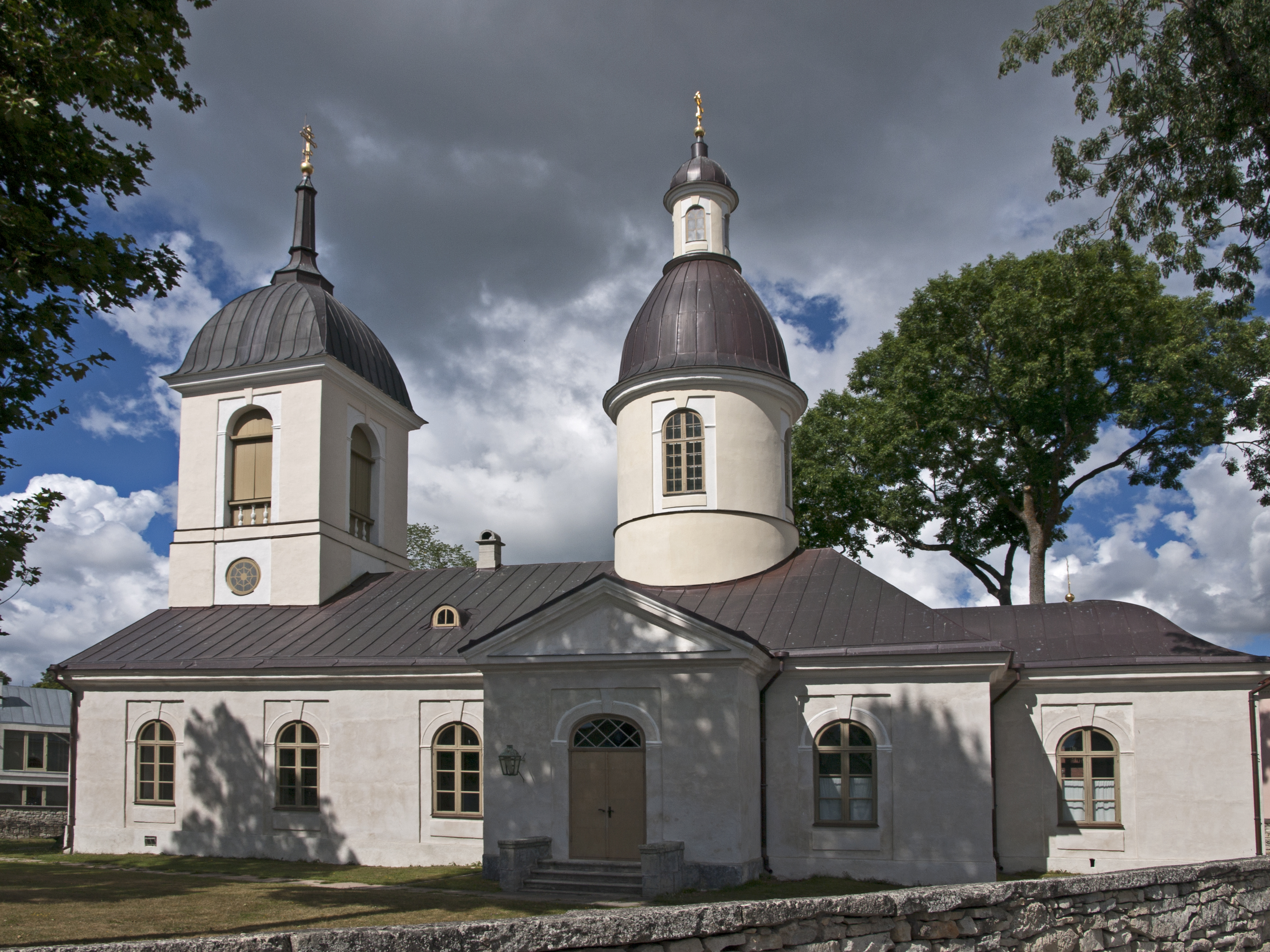
Nikolaikirche

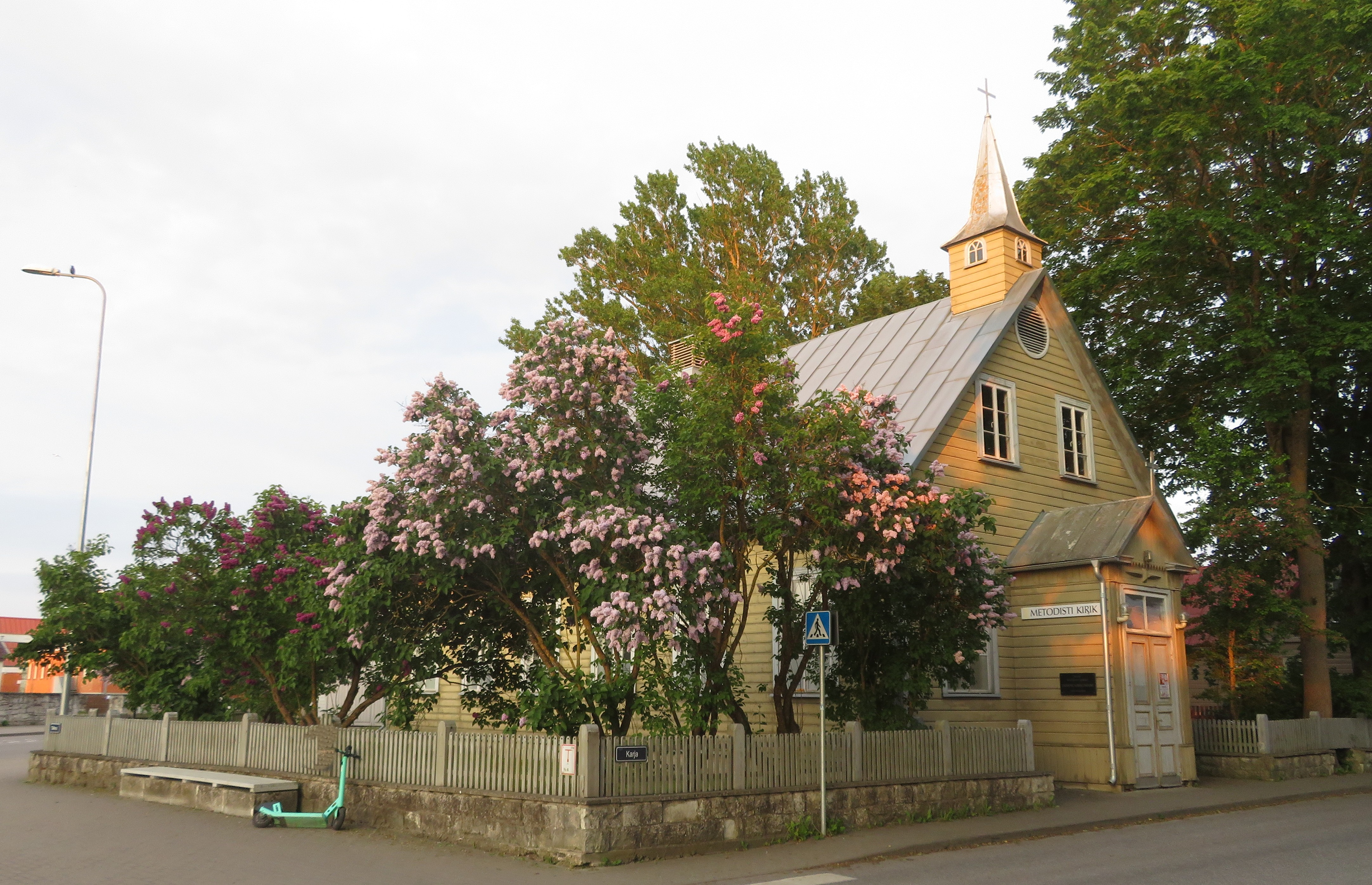
Evangelisch-methodistische Kirche

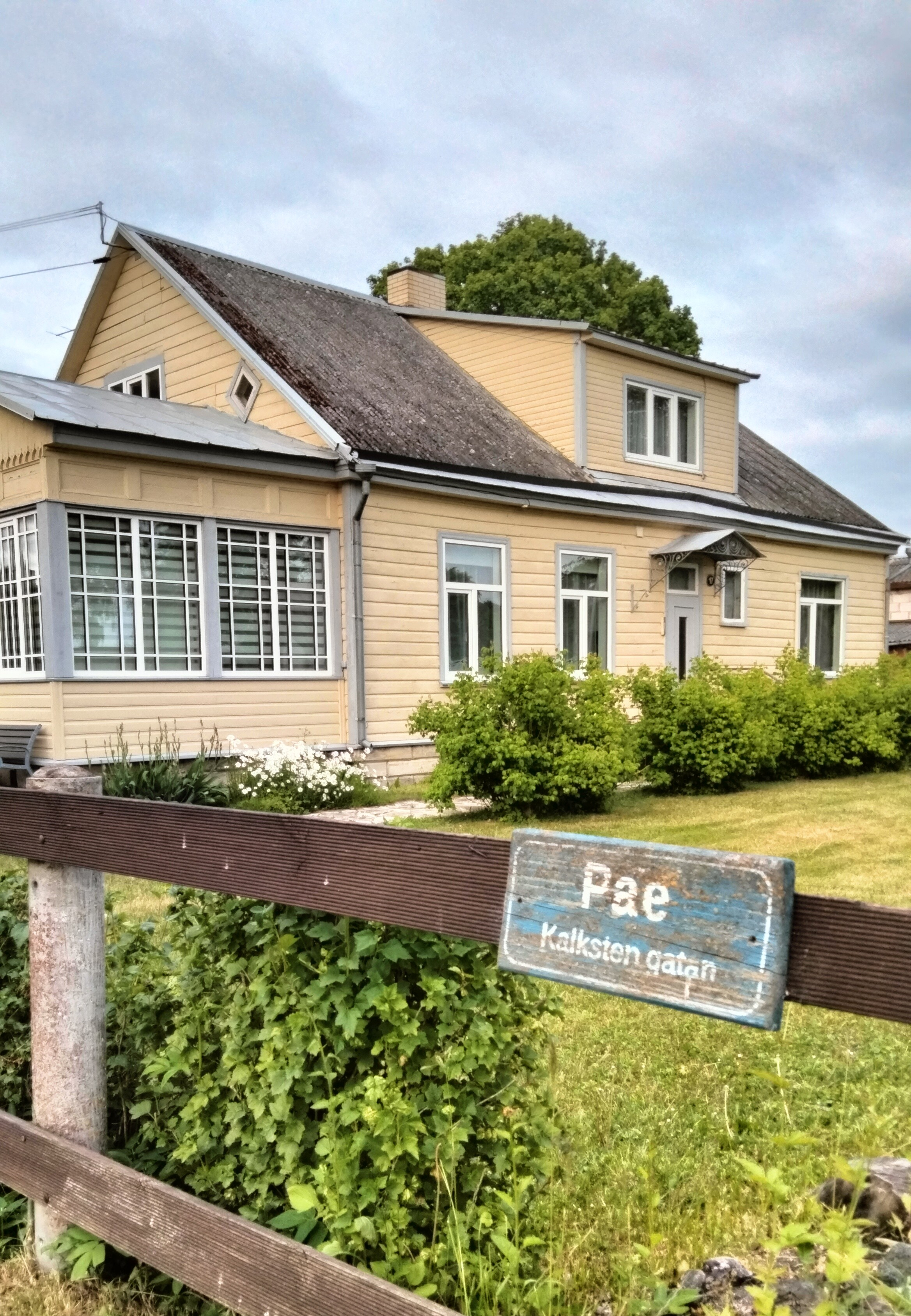
Schwedischer Straßenname

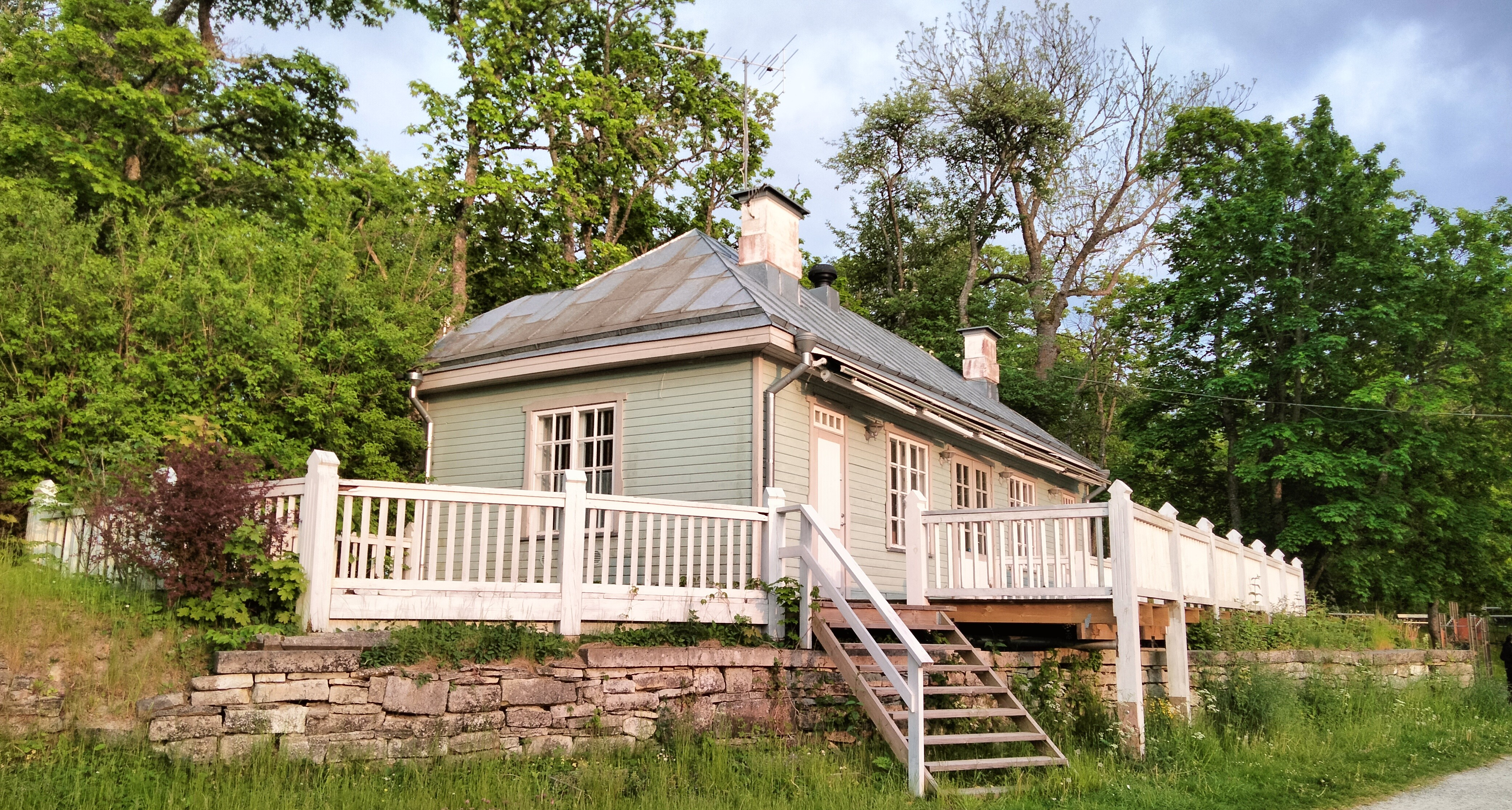
Ehem. Bahnhof

Die erste orthodoxe Kirche von Kuressaare wurde 1748 aus Holz errichtet. Die heutige, dreischiffige orthodoxe Kirche des Heiligen Nikolaus wurde in den Jahren 1786 bis 1798 auf Grundlage eines Ukas der Kaiserin Katharina II. an der Stelle des früheren Gotteshauses erbaut. Sie wurde am 22. September 1790 geweiht.
Das Gebäude mit seinem spitzen Westturm weist als Grundriss ein Lateinisches Kreuz auf. Das Kircheninnere mit seinen Gewölben ist farbenfroh und prunkvoll gestaltet. Die Ikonostase stammt aus der Zeit um die Wende vom 18. zum 19. Jahrhundert.
Das frühklassizistische schmiedeeiserne Tor zum Kirchhof wurde 1840 auf Veranlassung des Kirchenältesten Sofoni Cholostow errichtet und gilt als das schönste Tor der Stadt.
Die Nikolaikirche untersteht heute der Estnischen Apostolisch-Orthodoxen Kirche (EAÕK).

### Evangelisch-methodistische Kirche
Das 1912 errichtete hölzerne Kirchengebäude der evangelisch-methodistischen Kirche in Kuressaare, das den Zweiten Weltkrieg und die sowjetische Besatzungszeit unversehrt überstand, ist das älteste Gebäude der evangelisch-methodistischen Kirche Estlands.

### Kurhaus und Stadtpark
Das 1889 eröffnete Kurhaus der Stadt wurde 1988 umfassend renoviert. Heute ist darin unter anderem ein Restaurant untergebracht. An das Kurhaus schließt sich der in den 1860er Jahren geschaffene, siebzehn Hektar große Stadtpark von Kuressaare an, in dem sich auch die Freilichtbühne beherbergt. Im Osten des Kurparks ist an der Allee das ursprünglich 1924 erbaute ehemalige Bahnhofsgebäude zu sehen, das 1990 anhand alter Fotos originalgetreu rekonstruiert wurde. Um den Stadtpark herum, vor allem in den Straßen Allee und Uus Roomassaare, finden sich noch mehrere farbenfrohe Häuser, die in einem an Schweden erinnernden Baustil erbaut wurden. Der frühere schwedische Name "Kalksten gatan" der kleinen Nebenstraße Pae ist auf einem Straßenschild erhalten.
Der Stadtpark wurde auf dem Gelände des alten Friedhofs von Kuressaare errichtet. An ihn erinnert ein aus alten Grabplatten errichtetes kleines Denkmal, das in deutscher Sprache den bereits zu seinen Lebzeiten in Estland und Livland geschätzten Friedrich Schiller zitiert: „Wirke Gutes, du nährest der Menschheit göttliche Pflanze.“

### Aavik-Museum
Ein Museum ist der Familie Aavik gewidmet. In dem Haus lebte und arbeitete insbesondere der Sprachwissenschaftler Johannes Aavik (1880–1973), der maßgeblich zur Schaffung der modernen estnischen Sprache beigetragen hat. Daneben widmet sich ein Teil der Dauerausstellung dem Leben und Wirken des Musikpädagogen und Organisten Joosep Aavik (1899–1989).

## Verkehr
In der zweiten Hälfte des 19. Jahrhunderts, als der Kurtourismus in Kuressaare an Fahrt aufnahm, wurde eine regelmäßige Dampferverbindung zwischen Kuressaare und der livländischen Hauptstadt Riga eingerichtet. 1894 erhielt Kuressaare einen neuen Hafen im südlich gelegenen Stadtteil Roomassaare. 1917 wurde mit dem Bau einer Kleinbahn begonnen, die entlang der Straße Vana Roomassaare verlief und bis 1940 den Hafen mit dem Stadtzentrum verband. Der heutige Kursaal diente als erstes Bahnhofsgebäude, bis 1924 ein neuer Bahnhof an der Allee eingeweiht wurde. Nach der Stilllegung der Bahnlinie verfiel er, bis er 1990 anhand alter Fotos originalgetreu rekonstruiert wurde.
Kuressaare hat außerdem einen kleinen Flughafen mit zwei Startbahnen. Von dort gibt es einen regelmäßigen Flugverkehr nach Tallinn sowie auf die Insel Ruhnu.

## Sport
Der Fußballverein FC Kuressaare spielt in der ersten Liga (Meistriliiga) des Landes und trägt seine Heimspiele im Kuressaare linnastaadion aus.

## Söhne und Töchter der Stadt
- Hannibal Sehested (1609–1666), dänisch-norwegischer Staatsmann
- Adolf Agthe (1775–1832), russischer Bergbauingenieur
- Adam Georg von Agthe (1777–1826), russischer General
- Georg von Bradke (1796–1862), Offizier und Kurator der Universität Dorpat
- Richard Maack (1825–1886), Naturforscher, Pädagoge und Entdecker
- Eugen Dücker (1841–1916), Landschaftsmaler
- Marie Dücker (1847–1947), Malerin
- Richard Otto Zöpffel (1843–1891), Theologe und Kirchenhistoriker
- Alexander Peter Eduard von Buxhoeveden (1856–1919), Gutsbesitzer und Politiker
- Heinrich Oswald von Saß (1856–1913), Maler
- Oskar Masing (1874–1947), Philologe
- Helene Aeckerle (1875–1940), deutsche Autorin und Übersetzerin
- Axel von Freytagh-Loringhoven (1878–1942), Völkerrechtler und Politiker
- Erwin Rahr (1880–1919), russischer Offizier
- Benno Schotz (1891–1984), Bildhauer
- Paul Bassen-Spiller (1892–1962), Oberst baltisch-deutscher Herkunft des estnischen Militärs
- Carl Mumme (1898–1983), Mediziner, Honorarprofessor der Universität Hamburg, Chefarzt des Allgemeinen Krankenhauses Hamburg-Bergedorf
- Louis I. Kahn (1901–1974), US-amerikanischer Architekt, Stadtplaner und Hochschullehrer
- Karl Taev (1903–1992), Literaturwissenschaftler und Kritiker
- Harri Haamer (1906–1987), Geistlicher und Schriftsteller
- Karl-Georg von Stackelberg (1913–1980), Marktforscher, Autor und Berater
- Bernd Freytag von Loringhoven (1914–2007), General der Bundeswehr und stellvertretender Generalinspekteur
- Erik Boettcher (1919–1992), Professor für Volkswirtschaftslehre an der Landwirtschaftlichen Hochschule Stuttgart-Hohenheim
- Ivar Karl Ugi (1930–2005), Chemiker
- Tiiu Aro (* 1952), Politikerin und Ärztin
- Jüri Pihl (1954–2019), Politiker
- Indrek Saar (* 1973), Politiker und Schauspieler
- Maria Faust (* 1979), Jazz-Saxophonistin und -bandleaderin
- Madis Kallas (* 1981), Politiker
- Mihkel Aksalu (* 1984), Fußballspieler
- Tiidrek Nurme (* 1985), Leichtathlet
- Timo Tammemaa (* 1991), Volleyballnationalspieler
- Getter Saar (* 1992), Badmintonspielerin
- Mihkel Räim (* 1993), Radrennfahrer
- Liis Lepik (* 1994), Fußballspielerin
- Loviise Kapper (* 1996), Schauspielerin
- Karl Patrick Lauk (* 1997), Radrennfahrer
- Risto Lillemets (* 1997), Leichtathlet
- Kristjan Kombe (* 2000), Eishockeyspieler

## Städtepartnerschaften
Kuressaare unterhält derzeit acht Städtepartnerschaften:
- Raseborg (seit 1988)
- Rønne (seit 1991)
- Mariehamn (seit 1991)
- Skövde (seit 1993)
- Sastamala (seit 1994)
- Turku (seit 1996)
- Talsi (seit 1998)
- Kuurne (seit 1998)